# Ancylecha fenestrata
Ancylecha fenestrata is een rechtvleugelig insect uit de familie sabelsprinkhanen (Tettigoniidae). De wetenschappelijke naam van deze soort is voor het eerst geldig gepubliceerd in 1793 door Fabricius.